# Perito Moreno-gleccser
A Perito Moreno-gleccser a Los Glaciares Nemzeti Park egyik gleccsere Argentínában, Santa Cruz tartomány délnyugati részén, amely egyike Patagónia legismertebb turistalátványosságainak. A 30 km hosszú, 250 km² jégképződmény egyike a dél-patagóniai jégmező által táplált 48 gleccsernek. Ez a jégmező a világ harmadik legnagyobb ivóvíz-tartaléka.
A Perito Moreno-gleccser névadója Francisco Moreno, aki a régiót a 19. században tanulmányozta, s aki jelentős szerepet játszott az argentin területek védelmében az Argentína és Chile közötti határviszályban.
A Perito Moreno-gleccser vége 5 km széles, és 60 m magasságban emelkedik a víztükör fölé, teljes magassága 170 méter. Naponta 2 m sebességgel nyomul előre (kb. 700 m évenként). Az elmúlt 90 évben ezek az adatok jelentősen nem változtak. A gleccser legmélyebb részén megközelítőleg 700 m mélységű.
A Perito Moreno-gleccser egyike annak a három patagóniai gleccsernek, amely nem húzódik vissza. Időnként előrenyomul az L alakú Argentino-tó egész felületén a túlsó partig, természetes gátként kettéosztva a tavat. Lefolyási lehetőség nélkül a tó egyik felének vízszintje akár 30 m-t is emelkedhet, s ennek a víztömegnek a nyomása képes áttörni a jéggátat. Ez az igen látványos természeti folyamat nem szabályos ciklusban ismétlődik, gyakorisága egy és tíz év közé tehető.
A gleccser először 1917-ben tört ketté, s ez megismétlődik négy vagy ötévenként. Az utolsó szakadás 2016. március 10-én történt.

## Fordítás
Ez a szócikk részben vagy egészben  a   Perito Moreno Glacier című angol Wikipédia-szócikk ezen változatának fordításán alapul.  Az eredeti cikk szerkesztőit annak laptörténete sorolja fel. Ez a jelzés csupán a megfogalmazás eredetét és a szerzői jogokat jelzi, nem szolgál a cikkben szereplő információk forrásmegjelöléseként.